# Antrophyum austroqueenslandicum
Antrophyum austroqueenslandicum är en kantbräkenväxtart som beskrevs av D. L. Jones. Antrophyum austroqueenslandicum ingår i släktet Antrophyum och familjen Pteridaceae. Inga underarter finns listade.